# Filicidio

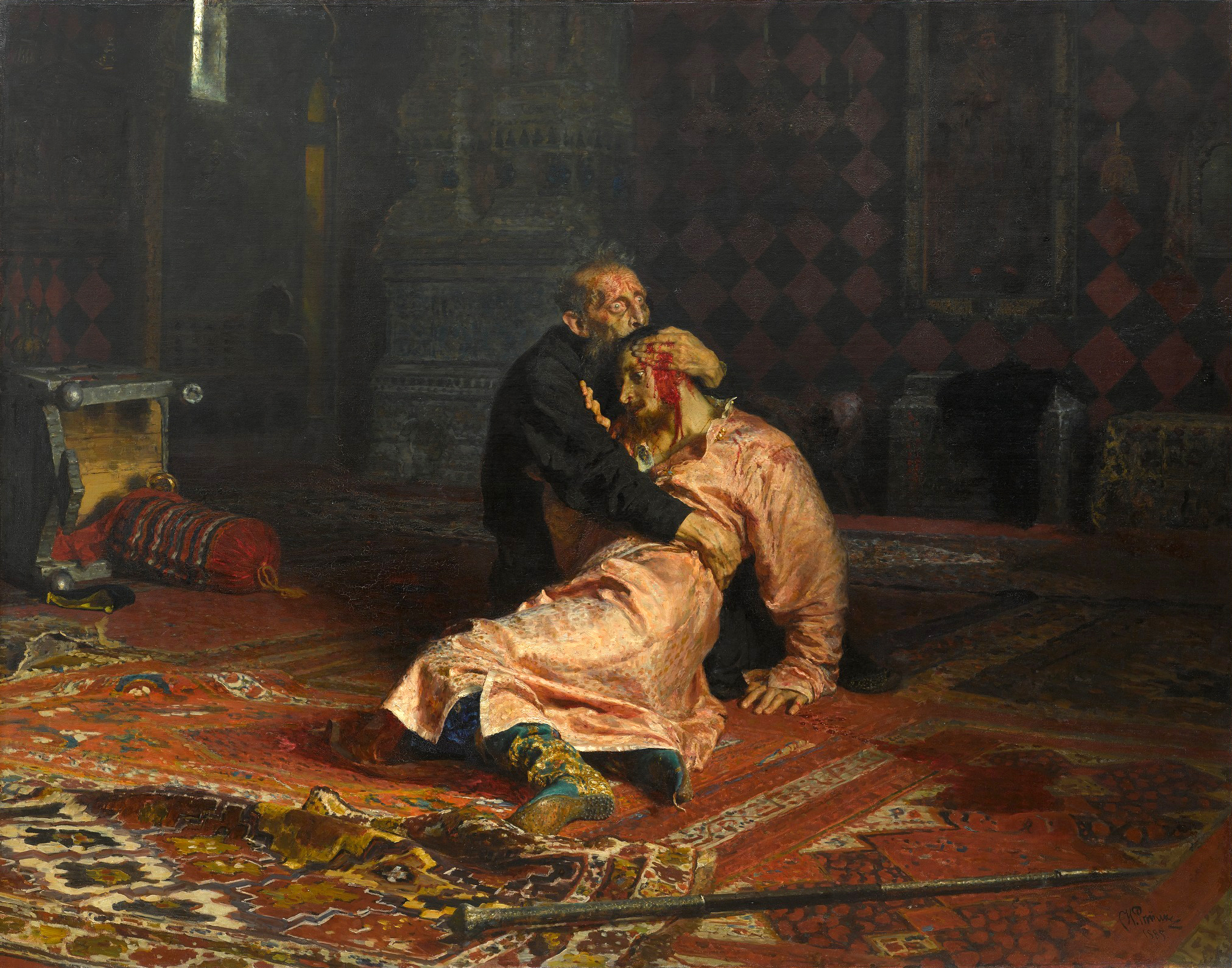
Pintura Iván el Terrible y su hijo de Repin, que retrata al zar de Rusia tras asesinar a su primogénito.

Filicidio es un delito que consiste en atentar contra la vida y que es cometido por un genitor (padre/madre) hacia un hijo propio. El término deriva del latín filius, que significa 'hijo'.
En la antigüedad era muy habitual que el filicidio, al igual que el parricidio o figuras similares, fuese penado con un delito independiente. Hoy es más común que se recoja la condena por homicidio y, en su caso, se vea agravado por la proximidad familiar con la víctima.
En ocasiones existe relación entre un filicidio y un ambiente de violencia doméstica.

## Filicidios famosos
El filicidio más famoso fue el del famoso cantante Marvin Gaye, asesinado por su padre el 1 de abril de 1984, la víspera de su 45.º cumpleaños.
En España, Aurora Rodríguez Carballeira asesinó a su hija Hildegart Rodríguez Carballeira en 9 de junio de 1933.
En Argentina se hizo famoso el caso de Romina Tejerina, joven madre que asesinó a su hija recién nacida. Su defensa alegó que lo hizo en medio de un brote psicótico por haber sido violada.
En México, Claudia Mijangos, de 33 años, asesinó a sus tres hijos a puñaladas en un arrebato de locura, y diciendo que oía voces que le ordenaban hacerlo.
En Estados Unidos, Susan Smith hundió en un lago su coche con sus hijos secuestrados al verlos como un obstáculo en una relación que quería mantener con un hombre.

### Mitología griega
Medea, la esposa de Jasón, asesinó a sus hijos, debido a que el padre de estos (líder de los argonautas) la había repudiado para volver a casarse con una joven princesa.
Imperio Otomano
Aunque la mayoría de las veces, los sultanes otomanos asesinaban a sus hermanos desde la promulgación de la ley del fraticidio por Mehmed II, hubo algunos ejemplos en el que los Padishah asesinaron a sus propios hijos por posibles rebeliones de su parte para hacerse con el trono. Por ejemplo, Mehmed III mando a asesinar a su hijo Mahmud, Selim I mando a matar todos sus hijos varones menos a Solíman para que no tuviera ningún problema a la hora de ocupar su puesto como sultán dado que era su favorito o el propio Solíman I "el magnífico" quien mando a ejecutar a su hijo mayor Mustafá.
En el cine
En la película Los otros, Grace Stewart (Nicole Kidman) asesina a sus hijos en un momento de ira y se suicida.

### En los videojuegos
En el videojuego de terror Bad Parenting, tomamos el rol de un niño el cual vive en un ambiente familiar inestable, al completar el juego, nos damos cuenta que estamos repitiendo el momento que en el que el padre del chico, en un arrebato de ira después de que su mujer le pida el divorcio, mata a su hijo ahogándolo y encierra su cuerpo en el closet, donde su madre lo encuentra. En una escena final, se nos muestra que el niño se reúne con las almas de otros niños que también tuvieron el mismo destino, solo que de una forma diferente.